# Losxinka
Losxinka (en rus: Лощинка) és un poble del krai de Krasnoiarsk, a Rússia, que el 2017 tenia 51 habitants. Pertany al districte de Zaoziorni.